# Ephelis palealis
Ephelis palealis is een vlinder uit de familie van de grasmotten (Crambidae), uit de onderfamilie van de Odontiinae. De wetenschappelijke naam van deze soort is voor het eerst voorgesteld als Emprepes palealis door Hans Georg Amsel in een publicatie uit 1949.
De soort komt voor in Iran.